# Communauté rurale de Boulel
La communauté rurale de Boulel est une communauté rurale du Sénégal située au centre du pays. 
Elle fait partie de l'arrondissement de Gniby, du département de Kaffrine et de la région de Kaffrine.